# Người Chơ Ro
Người Chơ Ro còn gọi là Chrau Jro, người Đơ-Ro, Châu Ro, là một dân tộc trong số 54 dân tộc tại Việt Nam .
Người Chơ Ro có dân số 29.520 người năm 2019 . Người Chơ Ro cư trú đông ở tỉnh Đồng Nai, một số ít ở tỉnh Bình Thuận, Bình Dương và Bình Phước.
Tiếng Chơ Ro là ngôn ngữ thuộc ngữ hệ Nam Á.

## Địa bàn cư trú
Theo Tổng điều tra dân số và nhà ở năm 2009, người Chơ Ro ở Việt Nam có dân số 26.855 người, cư trú tại 36 trên tổng số 63 tỉnh, thành phố. Người Chơ Ro cư trú tập trung tại các tỉnh:
- Đồng Nai (15.174 người, chiếm 56,5% tổng số người Chơ Ro tại Việt Nam),
- Bà Rịa-Vũng Tàu (7.632 người),
- Bình Thuận (3.375 người),
- Thành phố Hồ Chí Minh (163 người),
- Bình Dương (134 người),
- Bình Phước (130 người)[3]

Tại Đồng Nai, người Châu Ro sống tập trung chủ yếu tại ấp Lý Lịch, xã Phú Lý, huyện Vĩnh Cửu; xã Túc Trưng huyện Định Quán; xã Xuân Vinh, xã Xuân Bình, xã Bàu Trâm, xã Hàng Gòn huyện Long Khánh; xã Xuân Trường, xã Xuân Phú, xã Xuân Thọ... huyện Xuân Lộc. Một số hộ dân Châu Ro sống rải rác ở huyện Long Thành, xã Xuân Thiện, huyện Thống Nhất. 

### Các địa phương có đông người Châu Ro sinh sống
Đồng Nai:
- Ấp 6, xã Phước Bình, huyện Long Thành
- Ấp Lý Lịch, xã Phú Lý, huyện Vĩnh Cửu
- Ấp Bình Hòa, xã Xuân Phú, huyện Xuân Lộc
- Ấp Thọ Trung, xã Xuân Thọ, huyện Xuân Lộc
- Ấp 3, xã Xuân Hòa, huyện Xuân Lộc
- Ấp Bình Hòa, xã Xuân Phú, huyện Xuân Lộc
- Ấp Trung Sơn, xã Xuân Trường, huyện Xuân Lộc
- Ấp Đức Thắng, Đồng Xoài, xã Túc Trưng, huyện Định Quán
- Ấp 5, xã Thanh Sơn, huyện Định Quán
- Ấp Chợ, xã Suối Nho, huyện Định Quán
- Ấp 5, xã La Ngà, huyện Định Quán
- Ấp Suối Sóc, xã Xuân Mỹ, huyện Cẩm Mỹ
- Ấp 4, xã Lâm San, huyện Cẩm Mỹ
- Ấp Xuân Thiện, xã Xuân Thiện, huyện Thống Nhất
- Ấp 9/4, xã Xuân Thạnh, huyện Thống Nhất
- Ấp Nhân Hòa, xã Trung Hòa, huyện Trảng Bom
- Ấp Ruộng Lớn, xã Bảo Vinh, thị xã Long Khánh

Bà Rịa, Vũng Tàu: 
- Thị trấn Ngãi Giao, huyện Châu Đức
- Xã Bàu Chinh, huyện Châu Đức
- Ấp Tân Thuận, xã Long Tân, huyện Đất Đỏ
- Ấp Cầu Ri, xã Sông Xoài, Tx. Phú Mỹ
- Ấp 1, xã Hắc Dịch, Tx. Phú Mỹ
- Thôn Tân Ro, xã Châu Pha, Tx. Phú Mỹ
- Ấp Bàu Hàm, xã Tân Lâm, huyện Xuyên Mộc

Bình Thuận
- Xã Trà Tân, huyện Đức Linh

## Người Chơ Ro có danh tiếng
| Tên                      | Sinh thời | Hoạt động |
| ------------------------ | --------- | --- |
| Điểu Cải                 | 1948-1969 | Biệt danh là "Kon Trô", xã đội trưởng du kích xã Túc Trưng huyện Định Quán tỉnh Đồng Nai, liệt sỹ QĐNDVN, năm 1978 được truy phong Anh hùng LLVTND VN            |
| Trần Vĩnh (PrékiMalamak) | 1937      | Nhà thơ người Chơ Ro hiện sinh sống tại phường Hắc Dịch, Thị xã Phú Mỹ, tỉnh Bà Rịa-Vũng Tàu. Ông được trao giải thưởng duy nhất của Hội nhà văn TP.HCM năm 2014 |